# The Karate Kid (película de 2010)
The Karate Kid (chino simplificado: 功夫梦, chino tradicional: 功夫梦; pinyin: Gongfu Meng; literalmente: El Kung Fu Sueño) está basada en la película con el mismo nombre del año 1984 de artes marciales y acción, dirigida por Harald Zwart y protagonizada por Jackie Chan y Jaden Smith. La trama principal de la película tuvo lugar en Pekín, China; el rodaje comenzó alrededor de julio de 2009 y terminó el 16 de octubre de 2009.
James Horner compone y dirige una trilogía sonora de la película. Producido por Columbia Pictures en asociación con Overbrook Entertainment, JW Productions y China Film Group, Karate Kid fue lanzado mundialmente el 11 de junio de 2010 por Sony Pictures Releasing. La película recaudó 359 millones de dólares en todo el mundo, con un presupuesto de 40 millones, convirtiéndose en la película más taquillera de la serie.
La película sirvió originalmente como un remake de la película original ambientado en una continuidad diferente y siguiendo una narrativa similar, pero con el escenario cambiado a China, y el arte marcial cambió (a pesar del título de la película) de karate a kung fu. El anuncio de la sexta película, Karate Kid: Legends (2025), con Chan y la estrella original Ralph Macchio repitiendo sus papeles, la colocó en el mismo universo ficticio de las películas originales.

## Argumento
La vida de Dre Parker (Jaden Smith), de doce años, cambia drásticamente cuando su madre, Sherry (Taraji P. Henson), se lo lleva de Detroit para establecerse en Pekín, por razones laborales. Durante el primer día en su nuevo hogar, Dre se hace amigo de Harry (Luke Carberry), otro estadounidense, y conoce al conserje que trabaja en su complejo de apartamentos, el apático señor Han (Jackie Chan). Durante una visita a un parque cercano, el protagonista entabla una amigable conversación con una joven estudiante y violinista, Mei Ying, aun cuando él no habla chino mandarín. Esto llama la atención de Cheng Lu (Zhenwei Wang), un muchacho que conoce a la familia de la joven y que practica artes marciales. Fúrico, Chen intenta separarlos y, ante la negativa de Dre, lo golpea brutalmente. 
A partir de entonces, Chen y su grupo de amigos comienzan a acosar al protagonista. Dre oculta estos incidentes a su madre, así como empieza a desarrollar una animadversión general hacia China, lo que no impide su cada vez mayor cercanía con Mei Yīng. En un momento, se le ocurre como solución el tomar clases de kung-fu, pero la idea se prueba imposible, pues en el sitio al que había acudido estudian Chen y compañía.
Para ese entonces, el señor Han se ha percatado de que Dre es sumamente infeliz en su nuevo hogar y de que está recibiendo golpizas en el colegio. El punto de inflexión llega luego de una visita escolar a la Ciudad Prohibida, cuando Dre, tratando de vengarse sin ser visto, les lanza agua del desagüe a sus acosadores. Sin embargo, estos lo descubren y, tras perseguirlo, lo acorralan fuera de su apartamento, donde lo golpean salvajemente. Liang, el menos violento de la banda, intenta detener al resto, pero Cheng le recuerda que en las clases de kung-fu se les inculcó nunca tener piedad. Antes del golpe final, el señor Han aparece en escena y los reduce fácilmente, de manera que se revela su vasto conocimiento de ese arte marcial.  
El señor Han, un convencido de que el kung-fu sirve solo para defenderse y «hacer la paz con los enemigos», sana a Dre por medio de ventosaterapia y accede a la petición del joven de acompañarlo a la academia de Chen para hablar con el instructor de este. Allí, el señor Han se excusa ante el nada conciliador maestro Li (Rongguang Yu) y le informa de que golpeó a sus estudiantes únicamente porque estaban atacando a Dre en desigualdad de condiciones. Como solución, propone que Dre participe contra ellos en un torneo de kung-fu que se realizará en breves y que los jóvenes lo dejen en paz hasta que llegue la fecha, a lo que acceden. 
El temor de Dre se disipa cuando el señor Han le afirma que lo entrenará, pero se recrudece con el correr de los días, pues al parecer las instrucciones de su maestro se limitan a obligarlo a quitarse y ponerse una chaqueta reiteradamente. El muchacho se indigna cada vez más, mientras el señor Han continúa reparando un automóvil que guarda dentro de su casa, y sus únicos momentos de confort son los que comparte con Mei Ying, con quien se besa en el festival Qi xi. 
El día posterior al festival, Dre se harta de hacer el mismo ejercicio y desiste, pero el señor Han le demuestra que los movimientos que adquirió con la chaqueta en realidad son posturas defensivas básicas de kung-fu que, ahora, maneja a la perfección. Es a partir de entonces que la relación maestro-alumno florece y el señor Han le enseña no solo esa disciplina, sino a respetar a los demás. En una de tantas actividades que emprenden juntos, se dirigen a los montes Wudang, donde Dre aprende el concepto de Chi (氣) y observa a una mujer cuya secuencia de movimientos marciales parecer ser copiada por una serpiente. 
Dre aprovecha un día de descanso para pasar la tarde con Mei Ying, quien, al distraerse, apenas llega a una audición de violín que se había reprogramado. Por ello, el padre de la muchacha (Zhensu Wu) determina que Dre es una mala influencia y la obliga a dejar de verlo. En busca de consuelo, este visita al señor Han, quien completamente ebrio se encuentra destrozando el automóvil que había terminado de reparar. El hombre revela que es el aniversario de las muertes de su esposa y su hijo, que sucedieron en un accidente donde él conducía, y que cada año repara y destruye el vehículo. Conmovido, Dre lo motiva a dejar el pasado atrás y ambos retoman el entrenamiento. Antes del torneo, redactan una carta en chino para disculparse con el padre de Mei Ying, quien la recibe de buena manera y le informa de que irán al torneo a verlo. Para la ocasión, el señor Han obsequia a Dre una chaqueta Tangzhuang para usarla en los combates.   
A pesar de sus temores iniciales, Dre se vale de las enseñanzas del señor Han para llegar hasta la semifinal del torneo, de la misma manera que Chen y Liang. En esa instancia, el oponente que le toca es este último, quien, obligado por el maestro Li, le destroza la pierna con golpes ilegales y es descalificado. En la enfermería, Dre convence al señor Han de que nuevamente lo cure con ventosaterapia, para poder seguir y superar definitivamente sus miedos. En la final, Dre combate con Chen, quien también está influenciado por el maestro Li y no duda en atacarlo en la pierna lastimada. El encuentro se extiende a muerte súbita y Dre, basándose en la técnica de la mujer que había visto en los montes Wudang, resulta vencedor. Chen le entrega el trofeo y lo reconoce como justo ganador, así como los compañeros de este muestran sus respetos hacia el señor Han, para indignación del maestro Li. 

## Reparto
- Jackie Chan como el señor Han (S: 韩先生, T: 韓先生, P: Hán-xiānsheng)
- Jaden Smith como Dre Parker
- Taraji P. Henson como Sherry Parker
- Zhenwei Wang como Cheng Lu (陆伟程 Lù Wěichéng)[5]
- Rongguang Yu como el maestro Li (李师傅 Lǐ-shīfu)
- Wenwen Han como Meiying (美莹 Měiyíng)
- Zhensu Wu como padre de Meiying
- Zhiheng Wang como madre de Meiying
- Luke Carberry como Harry
- Harry Van Gorkum como el instructor de música
- Shijia Lü como Liang (梁子浩 Liáng Zǐhào)

## Rodaje
El gobierno chino concede a los cineastas el acceso a la Ciudad Prohibida, la Gran Muralla China, y los Montes Wudang. En algunas ocasiones, los realizadores tuvieron que negociar con los residentes que no estaban acostumbrados a la actividad de la filmación.

## Diferencias entre la película de 1984 y la de 2010
- Mientras que en la película de 1984 la acción tenía lugar en Estados Unidos, en la de 2010 tiene lugar en China.
- El señor Miyagi es un inmigrante japonés, mientras que el señor Han es un ciudadano chino.
- Daniel Larusso es italoestadounidense, mientras que Dre Parker es afroestadounidense.
- La muerte de la esposa e hijo del señor Miyagi (en la película de 1984) ocurre en el parto durante la Segunda Guerra Mundial, en cambio, en la película de 2010, la esposa e hijo del señor Han mueren en un accidente de tráfico durante una discusión.
- En la película de 1984, el enemigo del protagonista es la expareja de su interés amoroso. Mientras que en la de 2010, es un pretendiente.
- A pesar del título, que habla de Karate (arte marcial japonés), la película tiene una historia basada en el Kung Fu (arte marcial chino). Jamás se menciona que el arte marcial usado sea Karate.

## Recepción
The Karate Kid fue un gran éxito de taquilla. También ha recibido críticas positivas por parte de la crítica y de la audiencia. 
En el portal de internet Rotten Tomatoes, la película posee una aprobación de 66%, basada en 203 reseñas, con una puntuación de 6,3/10 por parte de la crítica, mientras que de parte de la audiencia tiene una aprobación de 67%. La página Metacritic le ha dado a la película una puntuación de 61 de 100, basada en 37 críticas. Las audiencias de CinemaScore le han dado una puntuación de "A" en una escala de A+ a F, mientras que en el sitio IMDb los usuarios le han dado una puntuación de 6.2/10, sobre la base de más de 117.000 votos.